# Johan Dielemans
Johan Dielemans (* um 1939) ist ein niederländischer Jazz-Schlagzeuger, der lange Jahre in Schweden arbeitete.
Dielemans spielte in Deutschland mit der 7th Army Jazz Band (u. a. mit Manfred Eicher als Bassist), in Frankreich mit dem Pianisten Rob Franken, in Schweden u. a. mit Bobo Stenson, Palle Danielsson, Toots Thielemans, Bob Florence, Bill Holman, Dexter Gordon, Bob Brookmeyer, Phil Wilson, Georgie Fame und Teddy Wilson. 1975 entstanden erste Aufnahmen mit Monica Zetterlund, mit der er bis in die 1990er-Jahre zusammenarbeitete. In den 1980er-Jahren begleitete er außerdem die Sängerinnen Cyndee Peters und Svante Thuresson; ferner war er Mitglied des Stockholm Jazz Orchestra. In den 1990er-Jahren spielte er mit John Högman und Jan Allan; in den 2010er-Jahren arbeitete er im The Hague Jazz Project (Daydream, 2012). Im Bereich des Jazz war er zwischen 1975 und 1997 an 38 Aufnahmesessions beteiligt, außerhalb des Jazz auch mit Rune Andersson & Lena Nyman, Cornelis Vreeswijk und Sonya Hedenbratt. 1995 legte er mit seinem Johan Dielemans Trio das Album Round Midnight vor. 